# Golden Globe de la meilleure actrice dans une série télévisée dramatique
Le Golden Globe de la meilleure actrice dans une série télévisée dramatique (Golden Globe Award for Best Actress – Television Series Drama) est une récompense télévisuelle décernée depuis 1970 par la Hollywood Foreign Press Association.
Cette récompense est née de la scission du Golden Globe de la meilleure actrice dans une série télévisée décerné de 1962 à 1969. En 1972, le prix est exceptionnellement décerné sous l'appellation Actress in a Leading Role - Drama Series or Television Movie.

## Palmarès
Note : le symbole « ♕ » rappelle le gagnant de l'année précédente (si nomination).

### Années 1970
- 1970 : Linda Cristal pour le rôle de Victoria Cannon dans Le Grand Chaparral (The High Chaparral)
  - Denise Nicholas pour le rôle de Miss Liz McIntyre dans Room 222
  - Eleanor Parker pour le rôle de Sylvia Caldwell dans Bracken's World
  - Peggy Lipton pour le rôle de Julie Barnes dans La Nouvelle Équipe (The Mod Squad)
  - Amanda Blake pour le rôle de Kitty Russell dans Gunsmoke
- 1971 : Peggy Lipton pour le rôle de Julie Barnes dans La Nouvelle Équipe (The Mod Squad)
  - Denise Nicholas pour le rôle de Miss Liz McIntyre dans Room 222
  - Yvette Mimieux pour le rôle de George dans The Most Deadly Game
  - Linda Cristal pour le rôle de Victoria Cannon dans Le Grand Chaparral (The High Chaparral)
  - Amanda Blake pour le rôle de Kitty Russell dans Gunsmoke
- 1972 : Patricia Neal pour le rôle d'Olivia Walton dans La Famille des collines (The Waltons)
  - Lynda Day George pour le rôle de Lisa Casey dans Mission impossible (Mission: Impossible)
  - Peggy Lipton pour le rôle de Julie Barnes dans La Nouvelle Équipe (The Mod Squad)
  - Denise Nicholas pour le rôle de Miss Liz McIntyre dans Room 222
  - Susan Saint James pour le rôle de Sally McMillan dans McMillan (McMillan & Wife)
- 1973 : Gail Fisher pour le rôle de Peggy Fair dans Mannix
  - Ellen Corby pour le rôle d'Esther Walton dans La Famille des collines (The Waltons)
  - Anne Jeffreys pour le rôle de Sybil Van Loween dans The Delphi Bureau (en)
  - Michael Learned pour le rôle d'Olivia «Livie» Walton dans La Famille des collines (The Waltons)
  - Peggy Lipton pour le rôle de Julie Barnes dans La Nouvelle Équipe (The Mod Squad)
  - Susan Saint James pour le rôle de Sally McMillan dans McMillan (McMillan & Wife)
- 1974 : Lee Remick pour le rôle de Cassie Walters dans The Blue Knight (The Blue Knight)
  - Julie London pour le rôle de Dixie McCall, R.N. dans Emergency!
  - Emily McLaughlin pour le rôle de Jessie Brewer, R.N. dans Hôpital central (General Hospital)
  - Susan Saint James pour le rôle de Sally McMillan dans McMillan (McMillan & Wife)
  - Michael Learned pour le rôle de Olivia « Livie » Walton dans La Famille des collines (The Waltons)
- 1975 : Angie Dickinson pour le rôle de Suzanne «Pepper» Anderson dans Sergent Anderson (Police Woman)
  - Michael Learned pour le rôle d'Olivia «Livie» Walton dans La Famille des collines (The Waltons)
  - Lee Meriwether pour le rôle de Betty Jones dans Barnaby Jones
  - Jean Marsh pour le rôle de Rose Buck dans Maîtres et Valets (Upstairs/Downstairs)
  - Teresa Graves pour le rôle de Christie Love dans Get Christie Love!
- 1976 : Lee Remick pour le rôle de Jennie, Lady Randolph Churchill dans Jennie: Lady Randolph Churchill
  - Lee Meriwether pour le rôle de Betty Jones dans Barnaby Jones
  - Rosemary Harris pour le rôle de George Sand dans Notorious Woman
  - Angie Dickinson pour le rôle de Suzanne «Pepper» Anderson dans Sergent Anderson (Police Woman)
  - Michael Learned pour le rôle d'Olivia «Livie» Walton dans La Famille des collines (The Waltons)
- 1977 : Susan Blakely pour le rôle de Julie Prescott dans Le Riche et le Pauvre (Rich Man, Poor Man)
  - Kate Jackson pour le rôle de Sabrina Duncan dans Drôles de dames (Charlie's Angels)
  - Farrah Fawcett pour le rôle de Jill Munroe dans Drôles de dames (Charlie's Angels)
  - Lindsay Wagner pour le rôle de Jaimie Sommers dans Super Jaimie (The Bionic Woman)
  - Angie Dickinson pour le rôle du sergent Leanne "Pepper" Anderson dans Sergent Anderson (Police Woman)
  - Sada Thompson pour le rôle de Kate Lawrence dans Family
  - Jean Marsh pour le rôle de Rose Buck dans Maîtres et Valets (Upstairs, Downstairs)
- 1978 : Lesley Ann Warren pour le rôle de Marja Fludjicki/Marianne dans 79 Park Avenue
  - Leslie Uggams pour le rôle de Kizzy Reynolds dans Racines (Roots)
  - Kate Jackson pour le rôle de Sabrina Duncan dans Drôles de dames (Charlie's Angels)
  - Lindsay Wagner pour le rôle de Jaimie Sommers dans Super Jaimie (The Bionic Woman)
  - Angie Dickinson pour le rôle du sergent Leanne "Pepper" Anderson dans Sergent Anderson (Police Woman)
- 1979 : Rosemary Harris pour le rôle de Berta Palitz Weiss dans Holocauste (Holocaust)
  - Lee Remick pour le rôle d'Erica Trenton dans Wheels
  - Kate Jackson pour le rôle de Sabrina Duncan dans Drôles de dames (Charlie's Angels)
  - Sada Thompson pour le rôle de Kate Lawrence dans Family
  - Kristy McNicholchard Hatch pour le rôle de Letitia 'Buddy' Lawrence dans Family

### Années 1980
- 1980 : Natalie Wood pour le rôle de Karen Holmes dans Tant qu'il y aura des hommes (From Here to Eternity)
  - Stefanie Powers pour le rôle de Jennifer Hart dans Pour l'amour du risque (Hart to Hart)
  - Sada Thompson pour le rôle de Kate Lawrence dans Family
  - Barbara Bel Geddes pour le rôle de Miss Ellie Ewing dans Dallas
  - Kate Mulgrew pour le rôle de Kate Columbo Callahan dans Madame Columbo (Mrs. Columbo)
- 1981 : Yoko Shimada pour le rôle de Lady Toda Buntaro dans Shogun
  - Stefanie Powers pour le rôle de Jennifer Hart dans Pour l'amour du risque (Hart to Hart)
  - Linda Gray pour le rôle de Sue Ellen Ewing dans Dallas
  - Barbara Bel Geddes pour le rôle de Miss Ellie dans Dallas
  - Melissa Gilbert pour le rôle de Laura Ingalls Wilder dans La Petite Maison dans la prairie (Little House on the prairie)
- 1982 : (ex æquo) Joan Collins pour le rôle d'Alexis Morrell Carrington et Linda Evans pour le rôle de Krystle Carrington dans Dynastie (Dynasty)
  - Morgan Fairchild pour le rôle de Constance Weldon Semple Carlyle dans Flamingo Road
  - Barbara Bel Geddes pour le rôle de Miss Ellie Ewing dans Dallas
  - Linda Gray pour le rôle de Sue Ellen Ewing dans Dallas
  - Stefanie Powers pour le rôle de Jennifer Hart dans Pour l'amour du risque (Hart to Hart)
- 1983 : Joan Collins pour le rôle d'Alexis Carrington dans Dynastie (Dynasty) ♕
  - Linda Evans pour le rôle de Krystle Jennings Carrington dans Dynastie (Dynasty) ♕
  - Victoria Principal pour le rôle de Pamela Barnes Ewing dans Dallas
  - Stefanie Powers pour le rôle de Jennifer Hart dans Pour l'amour du risque (Hart to Hart)
  - Jane Wyman pour le rôle d'Angela Channing dans Falcon Crest
- 1984 : Jane Wyman pour le rôle d'Angela Channing dans Falcon Crest
  - Joan Collins pour le rôle d'Alexis Morrell Carrington dans Dynastie (Dynasty) ♕
  - Stefanie Powers pour le rôle de Jennifer Hart dans Pour l'amour du risque (Hart to Hart)
  - Tyne Daly pour le rôle de Mary Beth Lacey dans Cagney et Lacey (Cagney and Lacey)
  - Linda Evans pour le rôle de Krystle Jennings Carrington dans Dynastie (Dynasty)
- 1985 : Angela Lansbury pour le rôle de Jessica Fletcher dans Arabesque (Murder She Wrote)
  - Joan Collins pour le rôle d'Alexis Morrell Carrington dans Dynastie (Dynasty)
  - Kate Jackson pour le rôle d'Amanda King dans Les deux font la paire (Scarecrow and Mrs. King)
  - Sharon Gless pour le rôle de Christine Cagney dans Cagney et Lacey (Cagney and Lacey)
  - Tyne Daly pour le rôle de Mary Beth Lacey dans Cagney et Lacey (Cagney and Lacey)
  - Linda Evans pour le rôle de Krystle Jennings Carrington dans Dynastie (Dynasty)
- 1986 : (ex æquo) Sharon Gless pour le rôle de  Christine Cagney dans Cagney et Lacey (Cagney and Lacey) et Tyne Daly pour le rôle de Mary Beth Lacey dans Cagney et Lacey (Cagney and Lacey)
  - Angela Lansbury pour le rôle de Jessica Fletcher dans Arabesque (Murder She Wrote) ♕
  - Linda Evans pour le rôle de Krystle Jennings Carrington dans Dynastie (Dynasty)
  - Joan Collins pour le rôle d'Alexis Morrell Carrington dans Dynastie (Dynasty)
- 1987 : Angela Lansbury pour le rôle de Jessica Fletcher dans Arabesque (Murder She Wrote)
  - Sharon Gless pour le rôle de  Christine Cagney dans Cagney et Lacey (Cagney and Lacey) ♕
  - Tyne Daly pour le rôle de Mary Beth Lacey dans Cagney et Lacey (Cagney and Lacey) ♕
  - Connie Sellecca pour le rôle de Christine Francis dans Hôtel (Hotel)
  - Joan Collins pour le rôle d'Alexis Morrell Carrington dans Dynastie (Dynasty)
- 1988 : Susan Dey pour le rôle de Grace van Owen dans La Loi de Los Angeles (L.A. Law)
  - Jill Eikenberry pour le rôle d'Ann Kelsey dans La Loi de Los Angeles (L.A. Law)
  - Angela Lansbury pour le rôle de Jessica B. Fletcher dans Arabesque (Murder, She Wrote) ♕
  - Linda Hamilton pour le rôle de Catherine Chandler dans La Belle et la Bête (Beauty and the Beast)
  - Sharon Gless pour le rôle de Christine Cagney dans Cagney et Lacey (Cagney and Lacey)
- 1989 : Jill Eikenberry pour le rôle d'Ann Kelsey dans La Loi de Los Angeles (L.A. Law)
  - Angela Lansbury pour le rôle de Jessica Fletcher dans Arabesque (Murder She Wrote)
  - Susan Dey pour le rôle de Grace van Owen dans La Loi de Los Angeles (L.A. Law) ♕
  - Linda Hamilton pour le rôle de Catherine Chandler dans La Belle et la Bête (Beauty and the Beast)
  - Sharon Gless pour le rôle de Christine Cagney dans Cagney et Lacey (Cagney and Lacey)

### Années 1990
- 1990 : Angela Lansbury pour le rôle de Jessica Fletcher dans Arabesque (Murder She Wrote)
  - Susan Dey pour le rôle de Grace van Owen dans La Loi de Los Angeles (L.A. Law)
  - Mel Harris pour le rôle de Hope Steadman dans Génération Pub (thirtysomething)
  - Dana Delany pour le rôle de Colleen McMurphy dans China Beach
  - Jill Eikenberry pour le rôle de Ann Kelsey dans La Loi de Los Angeles (L.A. Law) ♕
- 1991 : (ex æquo) Sharon Gless pour le rôle de Fiona Rose "Rosie" O'Neill dans The Trials of Rosie O'Neill et Patricia Wettig pour le rôle de Nancy Weston dans Génération Pub (thirtysomething)
  - Angela Lansbury pour le rôle de Jessica Fletcher dans Arabesque (Murder She Wrote) ♕
  - Susan Dey pour le rôle de Grace van Owen dans La Loi de Los Angeles (L.A. Law)
  - Jill Eikenberry pour le rôle de Ann Kelsey dans La Loi de Los Angeles (L.A. Law)
  - Dana Delany pour le rôle de Colleen McMurphy dans China Beach
- 1992 : Angela Lansbury pour le rôle de Jessica B. Fletcher dans Arabesque
  - Marlee Matlin pour le rôle de Tess Kaufman dans La Voix du silence (Reasonable Doubts)
  - Janine Turner pour le rôle de Maggie O'Connell dans Bienvenue en Alaska (Northern Exposure)
  - Sharon Gless pour le rôle de Rosie O'Neill dans The Trials of Rosie O'Neill ♕
  - Susan Dey pour le rôle de Grace van Owen dans La Loi de Los Angeles (L.A. Law)
- 1993 : Regina Taylor pour le rôle de Lilly Harper dans Les Ailes du destin (I'll Fly Away)
  - Mariel Hemingway pour le rôle de Sydney Guilford dans Guerres privées (Civil Wars)
  - Angela Lansbury pour le rôle de Jessica Beatrice Fletcher dans Arabesque (Murder, She Wrote) ♕
  - Marlee Matlin pour le rôle de Tess Kaufman dans La Voix du silence (Reasonable Doubts)
  - Janine Turner pour le rôle de Maggie O'Connell dans Bienvenue en Alaska (Northern Exposure)
- 1994 : Kathy Baker pour le rôle du Dr Jill Brock dans Un drôle de shérif (Picket Fences)
  - Heather Locklear pour le rôle d'Amanda Woodward Burns dans Melrose Place
  - Jane Seymour pour le rôle du Dr Michaëla Quinn dans Docteur Quinn, femme médecin (Dr. Quinn, Medicine Woman)
  - Janine Turner pour le rôle de Maggie O'Connell dans Bienvenue en Alaska (Northern Exposure)
  - Sela Ward pour le rôle de Theodora « Teddy » Reed dans Les Sœurs Reed (Sisters)
- 1995 : Claire Danes pour le rôle d'Angela Chase dans Angela, 15 ans (My So-Called Life)
  - Kathy Baker pour le rôle du Dr Jill Brock dans Un drôle de shérif (Picket Fences) ♕
  - Jane Seymour pour le rôle du Dr Michaëla Quinn dans Docteur Quinn, femme médecin (Dr. Quinn, Medicine Woman)
  - Angela Lansbury pour le rôle de Jessica Beatrice Fletcher dans Arabesque
  - Heather Locklear pour le rôle de Amanda Woodward Burns dans Melrose Place (Place Melrose)
- 1996 : Jane Seymour pour le rôle du Dr Michaëla Quinn dans Docteur Quinn, femme médecin (Dr. Quinn, Medicine Woman)
  - Gillian Anderson pour le rôle de Dana Scully dans X-Files : Aux frontières du réel (The X-Files)
  - Kathy Baker pour le rôle du Dr Jill Brock dans Un drôle de shérif (Picket Fences)
  - Heather Locklear pour le rôle de Amanda Woodward Burns dans Melrose Place (Place Melrose)
  - Sherry Stringfield pour le rôle du Dr Susan Lewis dans Urgences (ER)
- 1997 : Gillian Anderson pour le rôle de Dana Scully dans X-Files : Aux frontières du réel (The X-Files)
  - Christine Lahti pour le rôle de  dans La Vie à tout prix (Chicago Hope)
  - Jane Seymour pour le rôle du Dr Michaëla Quinn dans Docteur Quinn, femme médecin (Dr. Quinn, Medicine Woman) ♕
  - Sherry Stringfield pour le rôle du Dr Susan Lewis dans Urgences (ER)
  - Heather Locklear pour le rôle de Amanda Woodward Burns dans Melrose Place (Place Melrose)
- 1998 : Christine Lahti pour le rôle de  dans La Vie à tout prix (Chicago Hope)
  - Gillian Anderson pour le rôle de Dana Scully dans X-Files : Aux frontières du réel (The X-Files) ♕
  - Kim Delaney pour le rôle de Diane Russell dans New York Police Blues (NYPD Blue)
  - Roma Downey pour le rôle de Monica dans Les Anges du bonheur (Touched by an Angel)
  - Julianna Margulies pour le rôle de Carol Hathaway dans Urgences (ER)
- 1999 : Keri Russell pour le rôle de Felicity Porter dans Felicity
  - Gillian Anderson pour le rôle de Dana Scully dans X-Files : Aux frontières du réel (The X-Files)
  - Kim Delaney pour le rôle de Diane Russell dans New York Police Blues (NYPD Blue)
  - Roma Downey pour le rôle de Monica dans Les Anges du bonheur (Touched by an Angel)
  - Julianna Margulies pour le rôle de Carol Hathaway dans Urgences (ER)

### Années 2000
- 2000 : Edie Falco pour le rôle de Carmela Soprano dans Les Soprano (The Sopranos)
  - Lorraine Bracco pour le rôle du Dr Jennifer Melfi dans Les Soprano (The Sopranos)
  - Amy Brenneman pour le rôle d'Amy Gray dans Amy (Judging Amy)
  - Julianna Margulies pour le rôle de Carol Hathaway dans Urgences (ER)
  - Sela Ward pour le rôle de Lily Manning dans Deuxième chance (Once and Again)
- 2001 : Sela Ward pour le rôle de Lily Manning dans Deuxième chance (Once and Again)
  - Jessica Alba pour le rôle de Max Guevara dans Dark Angel
  - Lorraine Bracco pour le rôle du Dr Jennifer Melfi dans Les Soprano (The Sopranos)
  - Amy Brenneman pour le rôle d'Amy Gray dans Amy (Judging Amy)
  - Edie Falco pour le rôle de Carmela Soprano dans Les Soprano (The Sopranos) ♕
  - Sarah Michelle Gellar pour le rôle de Buffy Summers dans Buffy contre les vampires (Buffy the Vampire Slayer)
- 2002 : Jennifer Garner pour le rôle de Sydney Bristow dans Alias
  - Lorraine Bracco pour le rôle du Dr Jennifer Melfi dans Les Soprano (The Sopranos)
  - Amy Brenneman pour le rôle d'Amy Gray dans Amy (Judging Amy)
  - Edie Falco pour le rôle de Carmela Soprano dans Les Soprano (The Sopranos)
  - Lauren Graham pour le rôle de Lorelai Gilmore dans Gilmore Girls
  - Marg Helgenberger pour le rôle de Catherine Willows dans Les Experts (CSI: Crime Scene Investigation)
  - Sela Ward pour le rôle de Lily Manning dans Deuxième Chance (Once and Again) ♕
- 2003 : Edie Falco pour le rôle de Carmela Soprano dans Les Soprano (The Sopranos)
  - Jennifer Garner pour le rôle de Sydney Bristow dans Alias ♕
  - Rachel Griffiths pour le rôle de Brenda Chenowith dans Six Feet Under (Six Feet Under)
  - Marg Helgenberger pour le rôle de Catherine Willows dans Les Experts (CSI: Crime Scene Investigation)
  - Allison Janney pour le rôle de C.J. Cregg dans À la Maison-Blanche (The West Wing)
- 2004 : Frances Conroy pour le rôle de Ruth Fisher dans Six Feet Under
  - Jennifer Garner pour le rôle de Sydney Bristow dans Alias
  - Allison Janney pour le rôle de C.J. Cregg dans À la Maison-Blanche (The West Wing)
  - Joely Richardson pour le rôle de Julia McNamara dans Nip/Tuck
  - Amber Tamblyn pour le rôle de Joan Girardi dans Le Monde de Joan (Joan of Arcadia)
- 2005 : Mariska Hargitay pour le rôle de l'inspecteur Olivia Benson dans New York, unité spéciale (Law & Order: Special Victims Unit)
  - Edie Falco pour le rôle de Carmela Soprano dans Les Soprano (The Sopranos)
  - Jennifer Garner pour le rôle de Sydney Bristow dans Alias
  - Christine Lahti pour le rôle de Grace McCallister dans Jack et Bobby (Jack & Bobby)
  - Joely Richardson pour le rôle de Julia McNamara dans Nip/Tuck
- 2006 : Geena Davis pour le rôle du président Mackenzie Allen dans Commander in Chief
  - Patricia Arquette pour le rôle d'Allison DuBois dans Médium (Medium)
  - Glenn Close pour le rôle de Monica Rawling dans The Shield
  - Kyra Sedgwick pour le rôle de Brenda Leigh Johnson dans The Closer : L.A. enquêtes prioritaires (The Closer)
  - Polly Walker pour le rôle d'Atia des Julii dans Rome
- 2007 : Kyra Sedgwick pour le rôle de Brenda Leigh Johnson dans The Closer : L.A. enquêtes prioritaires (The Closer)
  - Patricia Arquette pour le rôle d'Allison DuBois dans Médium (Medium)
  - Edie Falco pour le rôle de Carmela Soprano dans Les Soprano (The Sopranos)
  - Evangeline Lilly pour le rôle de Kate Austen dans Lost : Les Disparus (Lost)
  - Ellen Pompeo pour le rôle du Dr Meredith Grey dans Grey's Anatomy
- 2008 : Glenn Close pour le rôle de Patricia "Patty" Hewes dans Damages
  - Patricia Arquette pour le rôle d'Allison DuBois dans Médium (Medium)
  - Minnie Driver pour le rôle de Dahlia Malloy dans The Riches
  - Edie Falco pour le rôle de Carmela Soprano dans Les Soprano (The Sopranos)
  - Sally Field pour le rôle de Nora Walker dans Brothers and Sisters
  - Holly Hunter pour le rôle de l'inspecteur Grace Hanadarko dans Saving Grace
  - Kyra Sedgwick pour le rôle de Brenda Leigh Johnson dans The Closer : L.A. enquêtes prioritaires (The Closer) ♕
- 2009 : Anna Paquin pour le rôle de Sookie Stackhouse dans True Blood
  - Sally Field pour le rôle de Nora Walker dans Brothers and Sisters
  - Mariska Hargitay pour le rôle de l'inspecteur Olivia Benson dans New York, unité spéciale (Law & Order: Special Victims Unit)
  - January Jones pour le rôle de Betty Draper dans Mad Men
  - Kyra Sedgwick pour le rôle de Brenda Leigh Johnson dans The Closer : L.A. enquêtes prioritaires (The Closer)

### Années 2010
- 2010 : Julianna Margulies pour le rôle d'Alicia Florrick dans The Good Wife
  - Glenn Close pour le rôle de Patricia "Patty" Hewes dans Damages
  - January Jones pour le rôle de Betty Draper dans Mad Men
  - Anna Paquin pour le rôle de Sookie Stackhouse dans True Blood ♕
  - Kyra Sedgwick pour le rôle de Brenda Leigh Johnson dans The Closer : L.A. enquêtes prioritaires (The Closer)
- 2011 : Katey Sagal pour le rôle de Gemma Teller-Morrow dans Sons of Anarchy
  - Julianna Margulies pour le rôle d'Alicia Florrick dans The Good Wife ♕
  - Elisabeth Moss pour le rôle de Peggy Olson dans Mad Men
  - Piper Perabo pour le rôle d'Annie Walker dans Covert Affairs
  - Kyra Sedgwick pour le rôle de Brenda Leigh Johnson dans The Closer : L.A. enquêtes prioritaires (The Closer) ♙
- 2012 : Claire Danes pour le rôle de Carrie Mathison dans Homeland
  - Mireille Enos pour le rôle de Sarah Linden dans The Killing
  - Julianna Margulies pour le rôle d'Alicia Florrick dans The Good Wife
  - Madeleine Stowe pour le rôle de Victoria Grayson dans Revenge
  - Callie Thorne pour le rôle du Dr Dani Santino dans La Diva du divan (Necessary Roughness)
- 2013 : Claire Danes pour le rôle de Carrie Mathison dans Homeland ♕
  - Connie Britton pour le rôle de Rayna James dans Nashville
  - Glenn Close pour le rôle de Patty Hewes dans Damages
  - Michelle Dockery pour le rôle de Lady Mary Crawley dans Downton Abbey
  - Julianna Margulies pour le rôle d'Alicia Florrick dans The Good Wife ♙
- 2014 : Robin Wright pour le rôle de Claire Underwood dans House of Cards
  - Julianna Margulies pour le rôle d'Alicia Florrick dans The Good Wife
  - Tatiana Maslany pour le rôle de Sarah Manning dans Orphan Black
  - Taylor Schilling pour le rôle de Piper Chapman dans Orange Is the New Black
  - Kerry Washington pour le rôle d'Olivia Pope dans Scandal
- 2015 : Ruth Wilson pour le rôle d'Alison Lockhart dans The Affair
  - Claire Danes pour le rôle de Carrie Mathison dans Homeland
  - Viola Davis pour le rôle d'Annalise Keating dans How to Get Away with Murder
  - Julianna Margulies pour le rôle d'Alicia Florrick dans The Good Wife
  - Robin Wright pour le rôle de Claire Underwood dans House of Cards ♕
- 2016 :  Taraji P. Henson pour le rôle de Loretha Cookie Lyon dans Empire
  - Caitriona Balfe pour le rôle de Claire Fraser dans Outlander
  - Viola Davis pour le rôle d'Annalise Keating dans How to Get Away with Murder
  - Eva Green pour le rôle de Vanessa Ives dans Penny Dreadful
  - Robin Wright pour le rôle de Claire Underwood dans House of Cards
- 2017 : Claire Foy pour le rôle d'Elisabeth II dans The Crown
  - Caitriona Balfe pour le rôle de Claire Fraser dans Outlander
  - Keri Russell pour le rôle d'Elizabeth Jennings dans The Americans
  - Winona Ryder pour le rôle de Joyce Byers dans Stranger Things
  - Evan Rachel Wood pour le rôle de Dolores Abernathy dans Westworld
- 2018 : Elisabeth Moss pour le rôle de Defred (Offred) / June Osborne dans The Handmaid's Tale : La Servante écarlate (The Handmaid's Tale)
  - Caitriona Balfe pour le rôle de Claire Fraser dans Outlander
  - Claire Foy pour le rôle d'Elisabeth II dans The Crown
  - Maggie Gyllenhaal pour le rôle de Eileen "Candy" Merrell dans The Deuce
  - Katherine Langford pour le rôle d'Hannah Baker dans 13 Reasons Why
- 2019 : Sandra Oh pour le rôle d'Eve Polastri dans Killing Eve
  - Caitriona Balfe pour le rôle de Claire Fraser dans Outlander
  - Elisabeth Moss pour le rôle de Defred (Offred) / June Osborne dans The Handmaid's Tale : La Servante écarlate (The Handmaid's Tale)
  - Julia Roberts pour le rôle d'Heidi Bergman dans Homecoming
  - Keri Russell pour le rôle d'Elizabeth Jennings dans The Americans

### Années 2020
- 2020 : Olivia Colman pour le rôle de la reine Élisabeth II dans The Crown
  - Jennifer Aniston pour le rôle d'Alex Levy dans The Morning Show
  - Jodie Comer pour le rôle de Villanelle / Oksana Astankova dans Killing Eve
  - Nicole Kidman pour le rôle de Céleste Wright dans Big Little Lies
  - Reese Witherspoon pour le rôle de Bradley Jackson dans The Morning Show
- 2021 : Emma Corrin pour le rôle de Diana Spencer dans The Crown
  - Jodie Comer pour le rôle de Villanelle dans Killing Eve
  - Olivia Colman pour le rôle de la Reine Elizabeth II dans The Crown
  - Laura Linney pour le rôle de Wendy Byrde dans Ozark
  - Sarah Paulson pour le rôle de l'infirmière Ratched pour Ratched
- 2022 : Mj Rodriguez pour le rôle de Blanca Rodriguez-Evangelista dans Pose
  - Uzo Aduba pour le rôle de Brooke Taylor dans En analyse (In Treatment)
  - Jennifer Aniston pour le rôle d'Alex Levy dans The Morning Show
  - Christine Baranski pour le rôle de Diane Lockhart dans The Good Fight
  - Elisabeth Moss pour le rôle de June Osborne / Offred dans The Handmaid's Tale : La Servante écarlate (The Handmaid's Tail)
- 2023 : Zendaya pour le rôle de Rue Bennett dans Euphoria
  - Emma D'Arcy pour le rôle de Rhaenyra Targaryen dans House of the Dragon
  - Laura Linney pour le rôle de Wendy Byrde dans Ozark
  - Imelda Staunton pour le rôle d'Élisabeth II dans The Crown
  - Hilary Swank pour le rôle de Eileen Fitzgerald dans Alaska Daily
- 2024 : Sarah Snook pour le rôle Siobhan Roy dans Succession
  - Helen Mirren pour le rôle de Cara Dutton dans 1923
  - Bella Ramsey pour le rôle de Ellie Williams dans The Last of Us
  - Keri Russell pour le rôle de Kate Wyler dans The Diplomat
  - Imelda Staunton pour le rôle d'Elisabeth II dans The Crown
  - Emma Stone pour le rôle de Whitney Siegel dans The Curse
- 2025 : Anna Sawai pour le rôle de Dame Mariko dans Shōgun
  - Kathy Bates pour le rôle de Madeline "Matty" Matlock dans Matlock (en)
  - Emma D'Arcy pour le rôle de Rhaenyra Targaryen dans House of the Dragon
  - Maya Erskine pour le rôle de Jane Smith dans Mr. & Mrs. Smith
  - Keira Knightley pour le rôle d'Helen Webb dans Black Doves
  - Keri Russell pour le rôle de Kate Wyler dans La Diplomate

## Récompenses et nominations multiples

### Nominations multiples
10 : Angela Lansbury
9 : Julianna Margulies
7 : Edie Falco, Sharon Gless
6 : Joan Collins, Kyra Sedgwick
5 : Susan Dey, Linda Evans, Stefanie Powers, Keri Russell
4 : Gillian Anderson, Caitriona Balfe, Glenn Close, Tyne Daly, Claire Danes, Angie Dickinson, Jill Eikenberry, Jennifer Garner, Kate Jackson, Michael Learned, Peggy Lipton, Heather Locklear, Elisabeth Moss, Jane Seymour, Sela Ward
3 : Patricia Arquette, Kathy Baker, Barbara Bel Geddes, Lorraine Bracco, Amy Brenneman, Christine Lahti,Denise Nicholas, Lee Remick, Susan Saint James, Sada Thompson, Janine Turner, Robin Wright
2 : Jennifer Aniston, Amanda Blake, Olivia Colman, Jodie Comer, Linda Cristal, Viola Davis, Kim Delaney, Dana Delany, Roma Downey, Sally Field, Claire Foy, Linda Gray, Linda Hamilton, Mariska Hargitay, Rosemary Harris, Marg Helgenberger, Allison Janney, January Jones, Laura Linn, Laura Linney, Jean Marsh, Marlee Matlin, Emily McLaughlin, Lee Meriwether, Anna Paquin, Joely Richardson, Sherry Stringfield, Lindsay Wagner, Jane Wyman

### Récompenses multiples
4 : Angela Lansbury
3 : Claire Danes
2 : Edie Falco, Lee Remick, Sharon Gless